# Paul Hermann (Politiker)
Paul Hermann (* 17. April 1809 in Dresden; †  17. August 1862 in Weidlitz) war ein deutscher Jurist, Politiker und Mitglied der Frankfurter Nationalversammlung.

## Leben
Paul Hermann wurde als Sohn des späteren Dresdner Bürgermeisters Friedrich Wilhelm Hermann geboren.
Paul Hermann hat von 1827 bis 1831 Rechts- und Kameralwissenschaften in Leipzig und Berlin studiert. In Leipzig schloss er sich 1827 der Alten Leipziger Burschenschaft an.
1831 unternahm er eine Bildungsreise durch Deutschland und Belgien. 1835 wurde er in Leipzig zum Dr. iur. promoviert, ein Jahr später begann er eine Tätigkeit als Anwalt in Dresden. Ab 1837 bis 1842 war er juristischer Spezialablösungskommissar und Mitglied des Zentralkomitees für vaterländische Statistik in Dresden. 1837 wiederholte er seine Bildungsreise, dieses Mal durch Deutschland, Ungarn und Österreich.

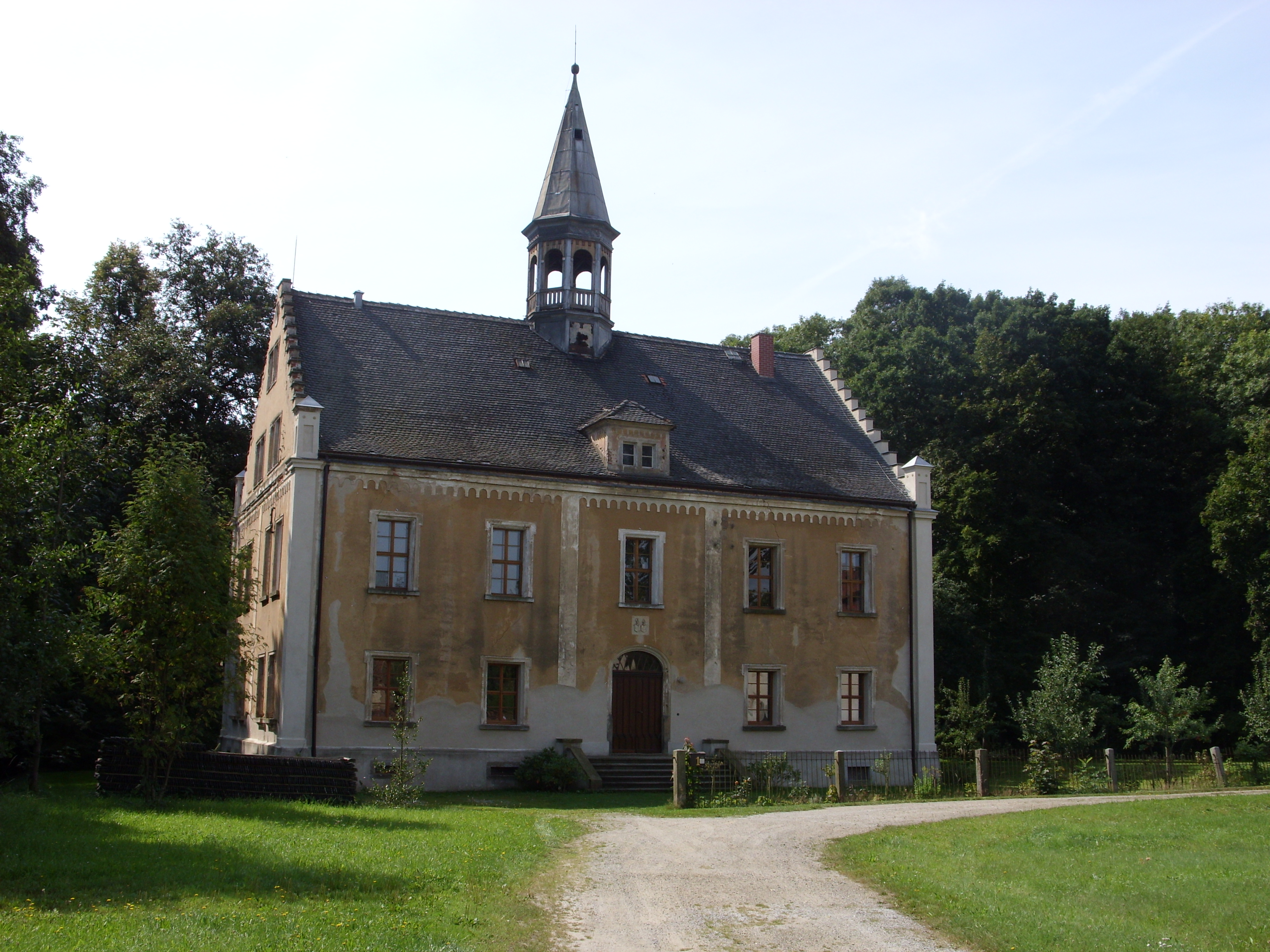
Das Weidlitzer Rittergut

Ab 1842 ließ er sich als Landwirt in Weidlitz und Pannewitz nieder.
Im Revolutionsjahr 1848 wurde er für den Wahlkreis 3. Kgr. Sachsen (Bautzen) in das Paulskirchenparlament entsandt. Er schloss sich der Fraktion Casino an.
1852 bis 1862 war er Abgeordneter in der Zweiten Kammer des Sächsischen Landtags.
Ab 1843 war er Vorsitzender verschiedener landwirtschaftlicher Vereine, 1857 gründete er eine landwirtschaftliche Versuchsstation in Weidlitz, ab 1858 gab er diverse agronomische Fachzeitschrift heraus.